# Urbi Desarrollos Urbanos
Urbi, constituida en 1981, es una desarrolladora de vivienda con sede en la capital del estado de Baja California, Mexicali. La empresa tiene presencia en los estados del norte de México, así como en Querétaro, San Luis Potosí, Chihuahua y Estado de México. Es pública desde 2004 y sus acciones cotizan en la Bolsa Mexicana de Valores.

## Historia
En 1981, Urbi fue formada por un grupo de jóvenes emprendedores que recaudaron US$70.000 para iniciar la empresa. Los primeros proyectos consistieron en dos conjuntos de 211 y 204 viviendas, fueron construidas con el apoyo de una estructura profesional diseñada para funcionar en sincronía, constituida por áreas de finanzas, planeación, desarrollo organizacional, técnica y diseño.

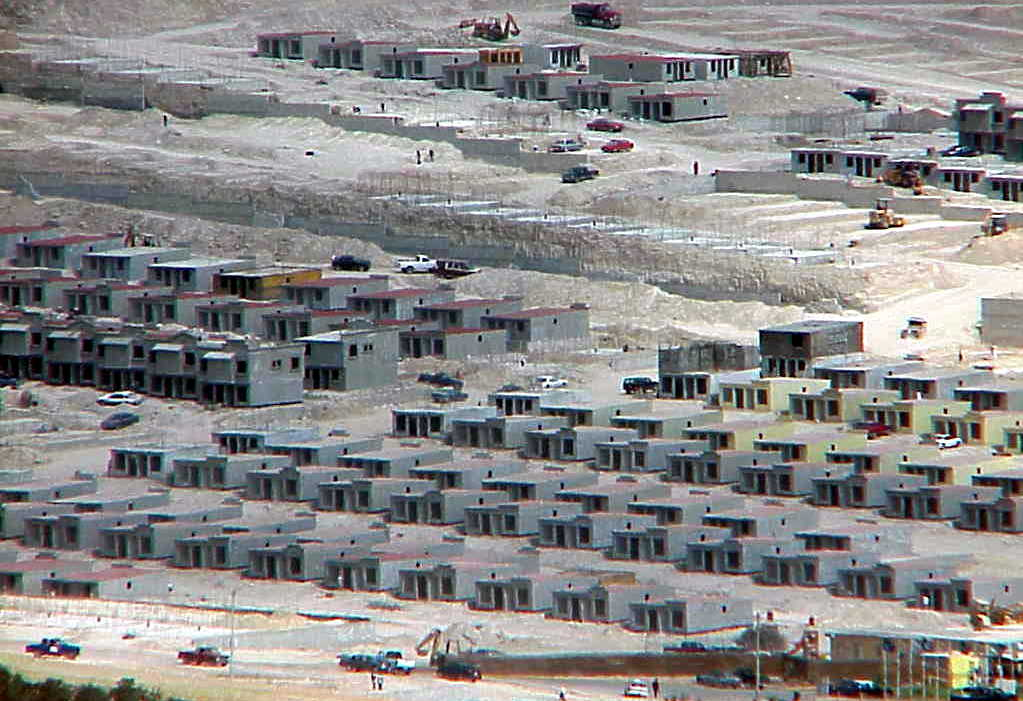
Construcción en masa de viviendas en Tijuana

En 2002 ganó el Premio Nacional de Vivienda por un desarrollo modelo en el Estado de México y en 2009 su macro-desarrollo en la zona del Valle de las Palmas de Tijuana, Valle San Pedro, se convirtió en el primero en México en ser certificado con el DUIS o Certificación de Desarrollo Urbano Integral Sostenible.
Los primeros proyectos fueron promociones de 211 y 204 viviendas. Urbi creció hasta convertirse en una de las constructoras de vivienda más grandes de México, con presencia, a partir de 2013, en 30 ciudades, incluidas las áreas metropolitanas de la Ciudad de México, Monterrey y Guadalajara. La firma llegó a vender hasta 38,000 casas en un año y generaba ingresos por más de 12,000 millones de pesos anuales.
La empresa atendía principalmente al segmento de mercado de bajos ingresos.

### Bancarrota
En diciembre de 2014, Urbi se declaró en quiebra para reestructurar su deuda con un plan para dar a sus acreedores una participación mayoritaria en la empresa. La empresa, ya tenía sus acciones suspendidas por más de un año en ese momento, y preveía emitir nuevas acciones representativas del 97,5 por ciento del capital de Urbi. La mayor parte de las acciones se cambiaría por deuda, así como por bonos a cinco y diez años.

### Retorno
En octubre del 2016 Urbi reanudó operaciones en la BMV, tras haber estado suspendida tres años. Lo hizo arrancando con un precio de 14 pesos por acción, desde entonces ha caído 41.5 por ciento. Sus ingresos se han ido contrayendo año con. En el 2020 generó 258.8 millones de pesos, 40.71% menos que en el 2019 cuando reportó ingresos por 436.5 millones de pesos. Vendió 137 viviendas. Mientras que en el 2018 registró 455.3 millones de pesos y la colocación de 292 casas.

## Controversias
- Pese a ver ganado el certificado DUIS para el proyecto de Valle de las Palmas (conocido como Fracc. Valle San Pedro) en Tijuana, actualmente, es un fraccionamiento con carencias de servicios, atenciones por parte de la constructora, De hecho, existen más de 2 mil casas en obra negra, las cuales se han convertido en focos de delincuencia y consumo de drogas.[8]